# Lovers in Japan
Lovers in Japan is de vijfde single die afkomstig is van het album Viva la Vida or Death and All His Friends van de Britse band Coldplay. In eerste instantie werd de single alleen uitgebracht op de Amerikaanse radio, maar Coldplay heeft aangegeven in 2009 het nummer ook elders als aparte single uit te willen geven. Dit gebeurde uiteindelijk in juni, waarna het nummer werd verkozen tot Alarmschijf.

## Versies
Er zijn twee versies verschenen van Lovers in Japan. De eerste versie van het nummer is te horen op het in 2008 uitgegeven album Viva la Vida or Death and All His Friends. Op de ep Prospekt's March die later in 2008 verscheen, was de aangepaste versie van het nummer te horen. Deze staat bekend als "Lovers in Japan (Osaka Sun Mix)". Als reden voor het uitbrengen van een aangepaste versie gaf zanger Chris Martin in een interview op hun eigen site dat de band Lovers in Japan live beter speelden dan het op het album opgenomen nummer. Ze hebben in de aangepaste versie geprobeerd de live-uitvoering te vertolken naar een studio-opname.
Het belangrijkste verschil tussen beide versies is overigens het ontbreken van de bonustrack Reign of Love in de "Osaka Sun Mix". Deze bonustrack was bij de originele versie van het nummer gecombineerd met Lovers in Japan in dezelfde track. Verder is er tussen 1:45 en 1:53 een extra zangstuk te horen en vanaf 2:55 tot het einde van het nummer zijn er enkele kleine wijzigingen in de speelwijze.

## Videoclip
De videoclip van Lovers in Japan is evenals die van de single Lost! opgenomen en geregisseerd door Mat Whitecross. De clip kon een week gratis gedownload worden van de Amerikaanse en Canadese versie van iTunes of kon worden bekeken op hun eigen site.
In het eerste deel van de video zie je de band in een Londense binnenplaats spelen, terwijl de bandleden woorden en tekeningen in neon op het scherm schrijven die betrekking hebben tot de gezongen tekst. Bij het refrein draait de camera in het rond om de tekst "They're turning my head out" (Ze draaien mijn hoofd binnenstebuiten) uit te beelden. Op het laatste deel van de video valt er confetti in de vorm van vlinders omlaag, net zoals dat bij de liveoptredens van de band gebeurt.

## Hitnotering
| "Lovers In Japan" in de Nederlandse Top 40 - binnen: 20-06-2009 | "Lovers In Japan" in de Nederlandse Top 40 - binnen: 20-06-2009 | "Lovers In Japan" in de Nederlandse Top 40 - binnen: 20-06-2009 | "Lovers In Japan" in de Nederlandse Top 40 - binnen: 20-06-2009 | "Lovers In Japan" in de Nederlandse Top 40 - binnen: 20-06-2009 | "Lovers In Japan" in de Nederlandse Top 40 - binnen: 20-06-2009 | "Lovers In Japan" in de Nederlandse Top 40 - binnen: 20-06-2009 | "Lovers In Japan" in de Nederlandse Top 40 - binnen: 20-06-2009 | "Lovers In Japan" in de Nederlandse Top 40 - binnen: 20-06-2009 | "Lovers In Japan" in de Nederlandse Top 40 - binnen: 20-06-2009 | "Lovers In Japan" in de Nederlandse Top 40 - binnen: 20-06-2009 | "Lovers In Japan" in de Nederlandse Top 40 - binnen: 20-06-2009 | "Lovers In Japan" in de Nederlandse Top 40 - binnen: 20-06-2009 | "Lovers In Japan" in de Nederlandse Top 40 - binnen: 20-06-2009 | "Lovers In Japan" in de Nederlandse Top 40 - binnen: 20-06-2009 | "Lovers In Japan" in de Nederlandse Top 40 - binnen: 20-06-2009 |
| Week                                                            | 1                                                               | 2                                                               | 3                                                               | 4                                                               | 5                                                               | 6                                                               | 7                                                               | 8                                                               | 9                                                               | 10                                                              | 11                                                              | 12                                                              | 13                                                              | 14                                                              |                                                                 |
| --------------------------------------------------------------- | --------------------------------------------------------------- | --------------------------------------------------------------- | --------------------------------------------------------------- | --------------------------------------------------------------- | --------------------------------------------------------------- | --------------------------------------------------------------- | --------------------------------------------------------------- | --------------------------------------------------------------- | --------------------------------------------------------------- | --------------------------------------------------------------- | --------------------------------------------------------------- | --------------------------------------------------------------- | --------------------------------------------------------------- | --------------------------------------------------------------- | --------------------------------------------------------------- |
| Nummer                                                          | 32                                                              | 22                                                              | 16                                                              | 12                                                              | 15                                                              | 15                                                              | 18                                                              | 18                                                              | 18                                                              | 25                                                              | 28                                                              | 31                                                              | 35                                                              | 40                                                              | uit                                                             |

## NPO Radio 2 Top 2000
| Nummer met noteringen in de NPO Radio 2 Top 2000 | '09 | '10 | '11 | '12  | '13  | '14  | '15  |
| ------------------------------------------------ | --- | --- | --- | ---- | ---- | ---- | ---- |
| Lovers in Japan                                  | 434 | 741 | 900 | 1184 | 1319 | 1905 | 1870 |

1. ↑  Een vetgedrukt getal geeft de hoogste notering aan.
2. ↑  2009 was het eerste jaar met een notering voor dit nummer.
3. ↑  Deze tabel is bijgewerkt tot en met de laatste editie (2024).